# Distrito de Bellary
Bellary (en canarés; ಬಳ್ಳಾರಿ ) es un distrito de India, en el estado de Karnataka . 
Comprende una superficie de 8 439 km².
El centro administrativo es la ciudad de Bellary.

## Demografía
Según censo 2011 contaba con una población total de 2 532 383 habitantes.